# Fire Support Base
Pour les articles homonymes, voir FSB.
Le terme fire support base (condensé par le sigle FSB ou abrégé en  firebase ou FB) — littéralement « base d'appui feu » — désigne, dans la terminologie militaire américaine, une installation — en général conçue comme un camp retranché — destinée à fournir un appui de feux d'artillerie indirects à des unités agissant dans des secteurs d'opération se situant au-delà de la zone de feu de leur propre base avancée ou de leur camp. Les FSB ont été utilisées au départ par les forces armées sud-coréennes pendant la guerre du Viêtnam et furent adoptées par l’United States Army après que ces dernières eurent démontré la validité du concept au cours de divers engagements dont la bataille de Tra Binh Dong (en).

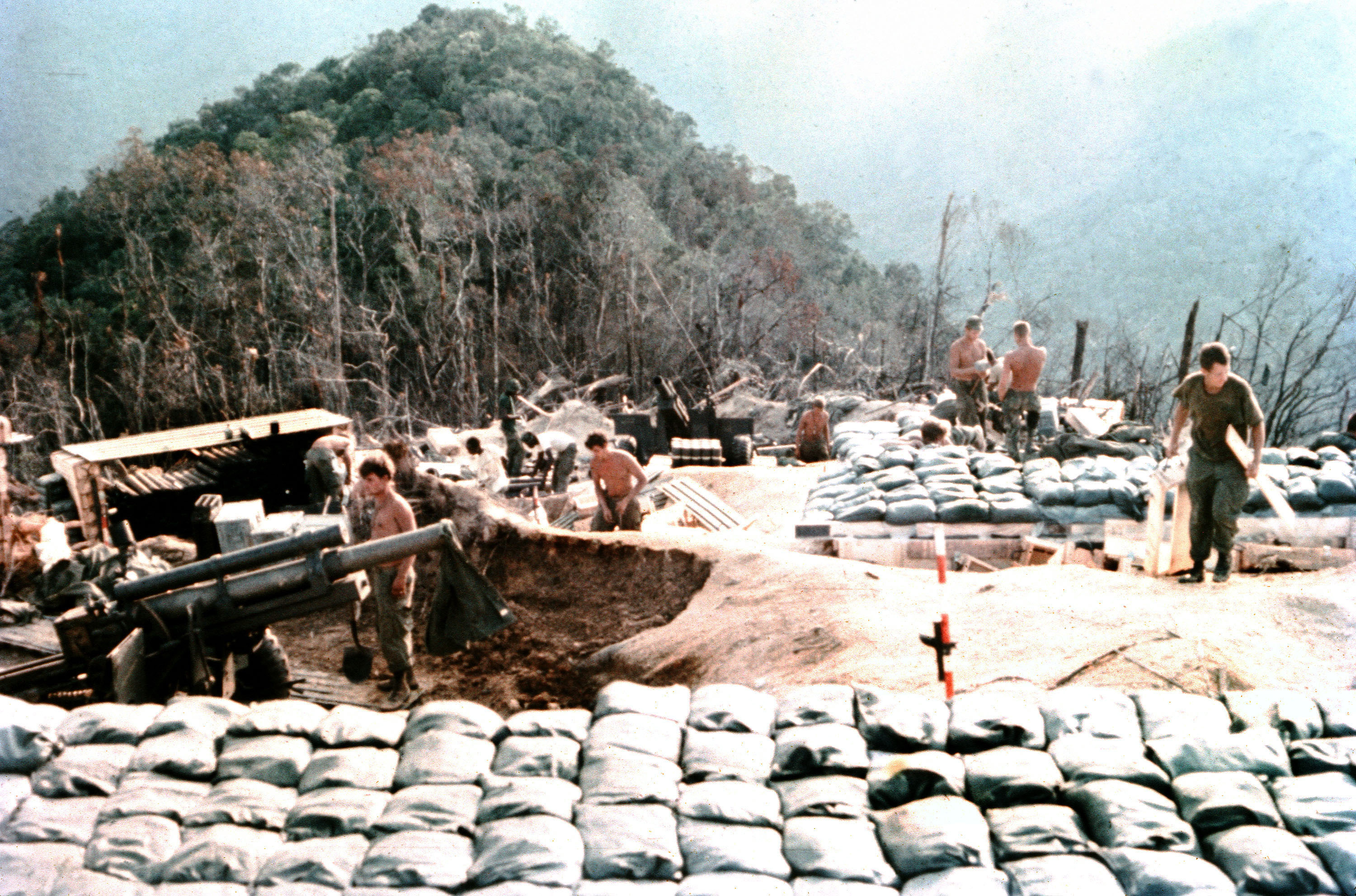
Une fire support base de la 3e division des Marines au Viêt Nam en 1968. Les pièces sont des obusiers de 105 mm.

## Fire support basespendant le conflit vietnamien
Comme il n'y eut pas, pendant guerre du Viêt Nam, de lignes de bataille ou de front clairement définis, l'appui-feu des unités en opération ne pouvaient pas toujours se faire depuis des positions d'artillerie classiques, depuis l'arrière des lignes ou à partir des bases de ces unités. Souvent même, ces positions d'appui d'artillerie durent être établies en plein cœur de zones contrôlées par l'ennemi - en particulier lors des opérations de type search and destroy dont elles constituaient un élément-clé.

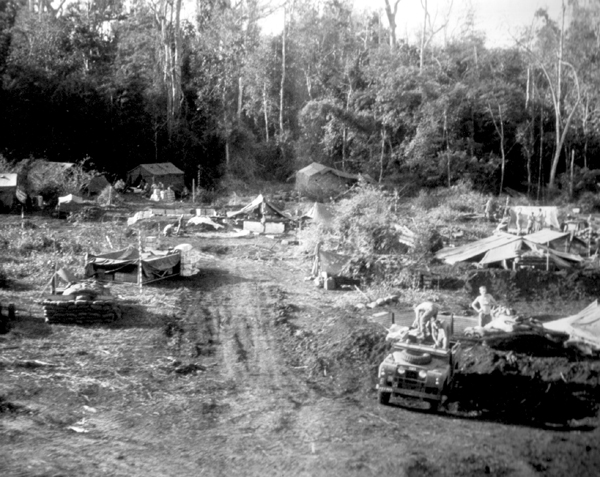
Quartiers d'une firebase australienne.

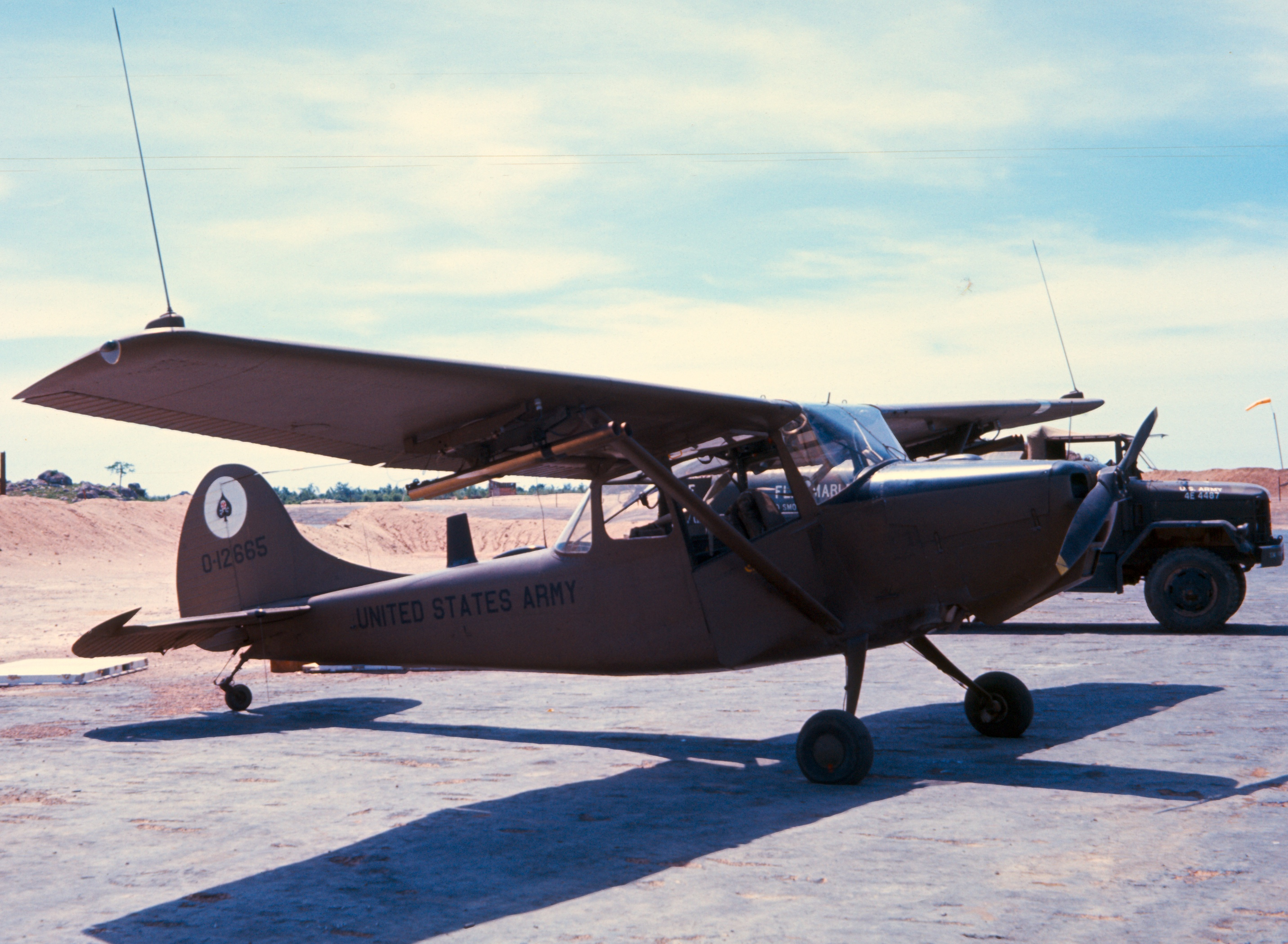
O-1 Bird Dog de l' US Army au Viêt Nam.

Élaboré par le contingent sud-coréen, adopté par les Américains, le concept fut également mis en œuvre par l'Armée de la République du Viêt Nam et le contingent australien. Élément essentiel de la tactique de leurs adversaires, les bases d'appui-feu devinrent aussi rapidement des cibles prioritaires pour le Vietcong et les troupes nord-vietnamiennes opérant au Sud- amenant par contre-coup les armées alliées à établir de manière ostensible des FSB destinées à piéger des unités communistes, suivant en cela la tactique que les Français tentèrent de mettre en œuvre pendant la bataille de Dien Bien Phu.
Plusieurs bases pouvaient être mises en place dans le cadre d'une opération, afin de couvrir une zone de feu la plus vaste possible. Si les fire support bases étaient à priori destinées à soutenir des opérations en cours, elles pouvaient également s'épauler mutuellement en cas d'attaque directe contre le site de l'une d'elles ou appuyer une autre implantation militaire comme un village fortifié : lors du siège de Khe Sanh, les batteries des Marines tentèrent ainsi de soutenir le camp des Forces Spéciales de Lang Vei établi non loin de là.
Par ailleurs, une FSB pouvait également « traiter » une cible de manière plus précise qu'un bombardement aérien - des frappes aériennes de l'US Air Force touchant les troupes américaines au sol lors de certaines opérations du type « Search and destroy »  comme ce fut par exemple le cas lors d'une opération menée par la 173rd Airborne Brigade dans le secteur de Dak Tô en novembre 1967. Une fire base pouvait enfin assurer un appui-feu « tous-temps », les aéronefs légers de réglage d'artillerie et de marquage de cibles comme le O-1 Bird  Dog ou le O-2 Skymaster pouvant passer sous les zones de mauvais temps empêchant l' Air Force ou l'aéronavale d'intervenir.     

### Organisation et fonctionnement
Une FSB est normalement une installation semi-permanente, nombre d'entre elles ayant été démantelées après la fin des opérations des unités qu'elles avaient été appelées à soutenir. Au fil de l'évolution du conflit, certaines d'entre elles furent réoccupées à plusieurs reprises, d'autres devenant des bases permanentes avec constructions en durs, quartiers préfabriqués et commodités telles que mess ou cinéma.  

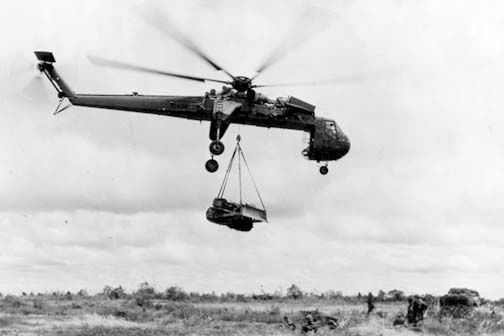
Un hélicoptère Sikorsky CH-54 Skycrane achemine un bullbozer vers une position avancée.

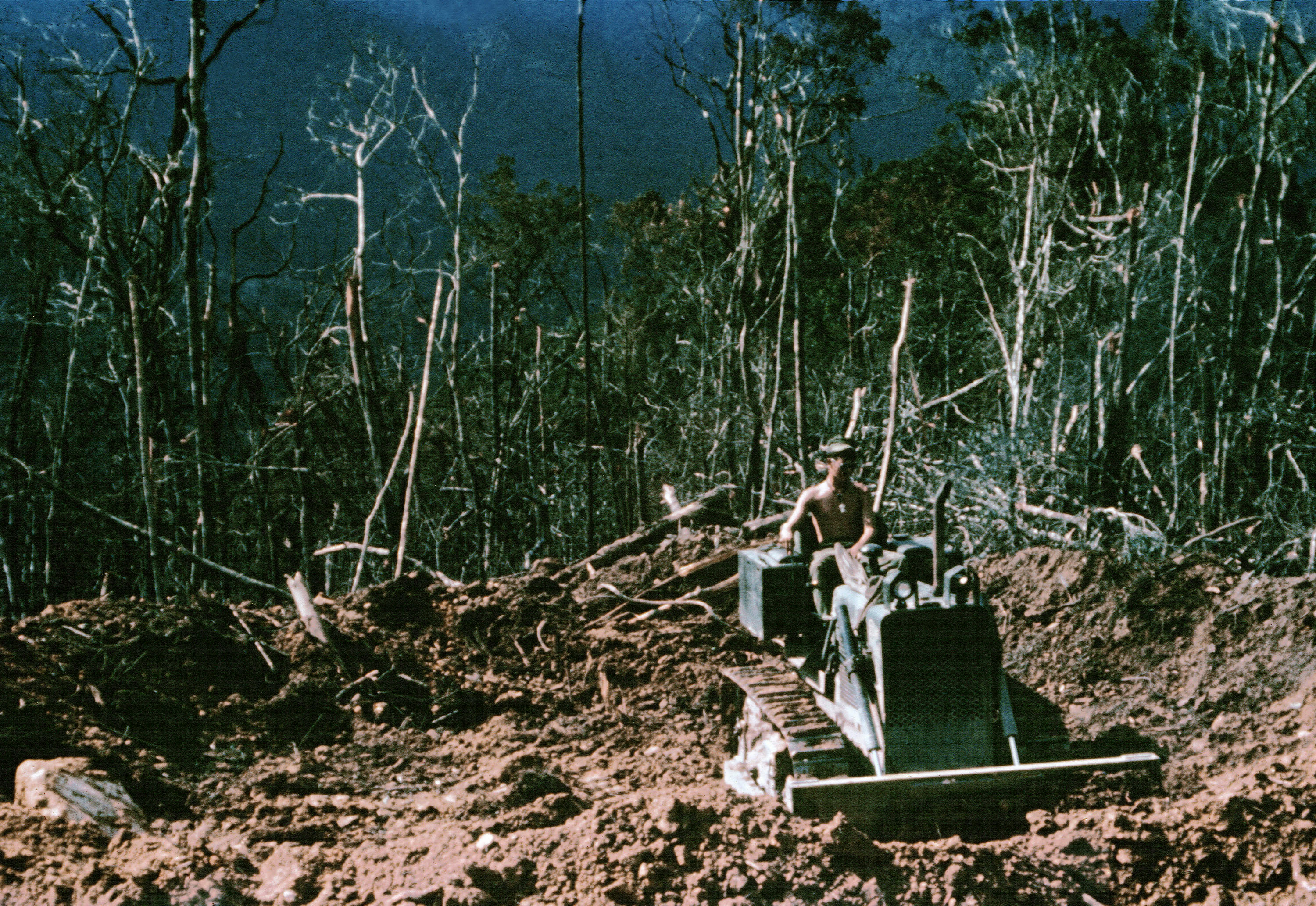
Un bulldozer du Corps de Marines prépare le terrain en vue de l'installation d'une base d'appui-feu.

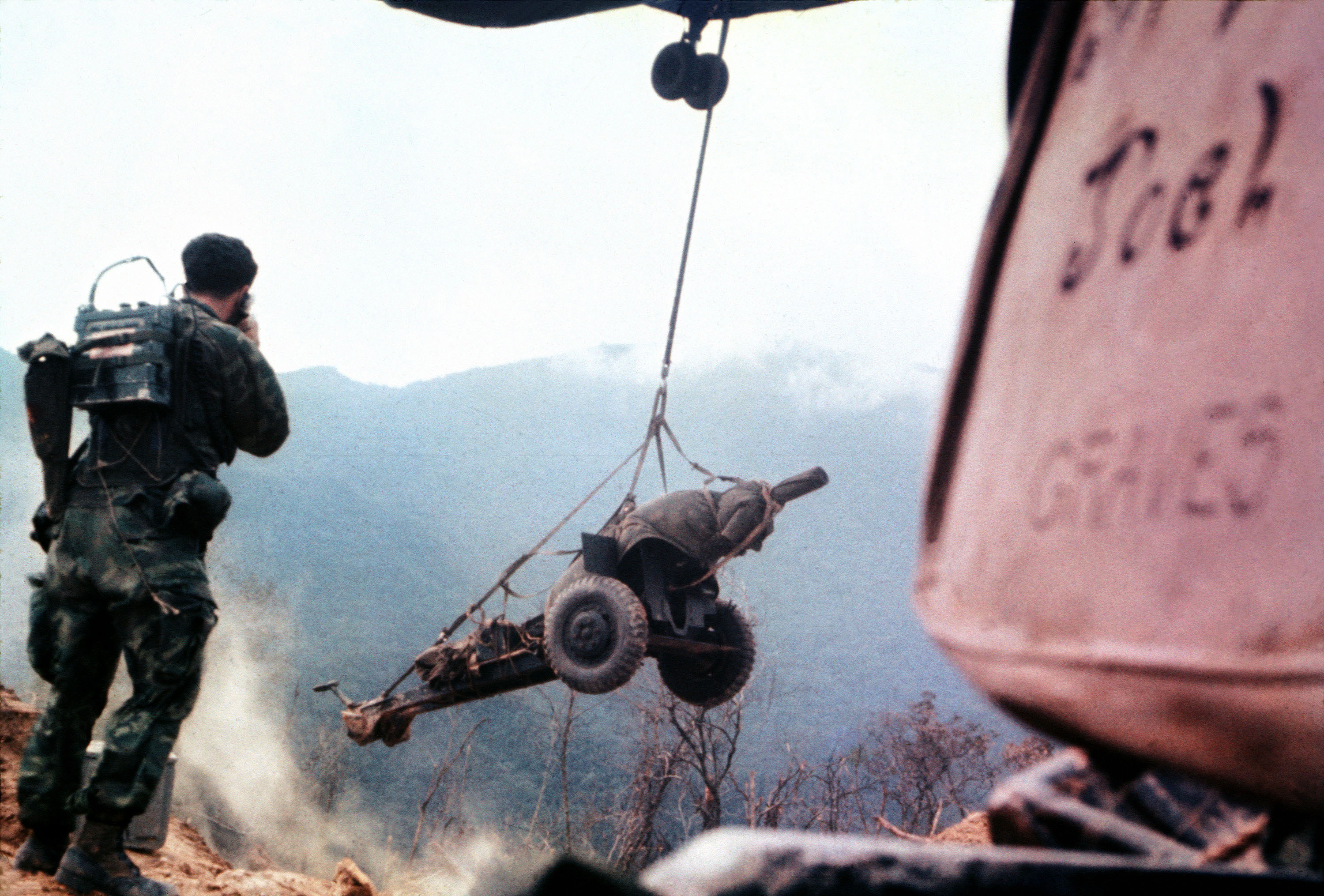
Une pièce de 105 mm sous élingue est déposée sur une base en construction.

De taille  variable, les plus petites étaient articulées autour d'une batterie de six obusiers de  105 mm or 155 mm (tractés) ou de canons automoteurs de calibres supérieurs (155 à 203 mm), un peloton du Génie, une « Landing Zone » (LZ) pour l'atterrissage d'hélicoptères, un centre opérationnel tactique, un hôpital de campagne et un centre de communication, l'ensemble étant défendu par une compagnie d'infanterie dont les mortiers, disposés dans des alvéoles périphériques, assuraient la protection rapprochée du site. Les bases plus importantes pouvaient s'organiser autour de deux batteries d'artillerie et un bataillon d'infanterie. Sur certaines bases, des chars de combat embossés dans des alvéoles tenaient lieu d'artillerie d'appui pour la défense rapprochée de l'installation.
Les fire support bases étaient généralement désignées par un nom de code,.
La première étape de l'établissement d'une base d'appui-feu était le repérage aérien du site d'installation dans la zone d'opération où elle était appelée à être déployée. Une première équipe était déposée pour organiser et tracer son dispositif au moyen de cordes - en nettoyant si nécessaire le terrain de sa végétation au préalable -  puis l'équipement (bulldozers) et les matériaux de construction était acheminés par héliportage : sacs à sable pour la construction des bunkers, éléments préfabriqués de tour d'observation et de guet, rouleau de barbelés, plaques PSP (pierced steel plank), etc. - les abattis étant recyclés en bois de charpente.

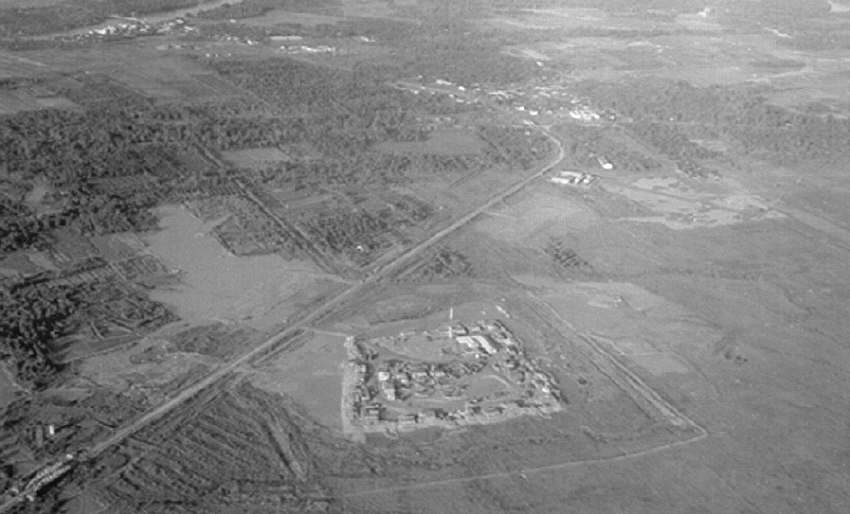
La Fire Support Base Danger de la 9e division d'infanterie américaine dans la province de Dinh Tuong pendant l'opération Speedy Express en mars 1969. La Landing Zone pour les hélicoptères se situe ici à l'extérieur du périmètre de l'installation.

Une fois le terrain préparé, la priorité était donnée à l'installation des défenses périphériques - barbelés, champs de mines, alvéoles de mortiers... - pour la sécurisation du chantier, à la manière de ce qui se faisait lors de la construction des camps de la légion romaine en campagne. Les bulldozers creusaient alors les fosses - ébauchées au moyen de charges de dynamite - destinées à recevoir les alvéoles des pièces d'artillerie ainsi que les installations  névralgiques de la base - poste de commandement et de communication, hôpital de campagne...
L'alvéole d'une pièce - tractée ou automouvante - s'organisait en U autour de sa plate-forme de tir et comprenait des soutes à munition (munitions encasées pour l'artillerie tractée, têtes, fusées, amorces - les projectiles étant rangés par nature), un « puits à poudre » pour les charges propulsives, les râteliers pour l'équipement et l'outillage, un abri de veille pour l'équipage de la pièce et le bunker lui servant d'espace de vie. La proximité des quartiers avec la pièce permettait à ses servants de réagir rapidement en cas d'alerte, la dispersion des personnels sur la base permettant par ailleurs de limiter les pertes en vies humaines en cas de tirs de harcèlement de mortiers ou d'artillerie adverses.
Les pièces tractées étaient en général acheminées par héliportage tandis que les pièces auto-mouvantes ralliaient la base par voie terrestre. La plupart des bases se trouvant en zones d'opérations, l'héliportage constituait d'ailleurs aussi le moyen de ravitaillement de celles-ci et d'évacuation du personnel mis hors de combat par blessure ou maladie, les bases situées près d'axes routiers - peu nombreux au Sud Viêt Nam - étant réapprovisionnées par convois routiers qui devaient également être protégés lors de leurs déplacements. Afin d'assurer un maximum d'autonomie, les bases étaient équipées de générateurs et de stations d'épuration d'eau et tout ce qui pouvait être ré-utilisé l'était systématiquement - les caisses vides étant par exemple recyclées en bois de construction ou, remplies de terre, utilisées pour l'édification des fortifications.
En dehors de ses moyens propres, une FSB pouvait pour sa défense bénéficier des feux d'une base voisine, de l'intervention des hélicoptères gunship du type AH-1 Cobra voire de frappes aériennes rapprochées. Au fil du conflit, ces moyens de défense propres se développèrent considérablement : mines Claymore, radars, chars et véhicules de combat M113 ACAV, dispositifs d'observation à infra-rouges et même senseurs sismiques. Des écrans de treillis métallique étaient déployés pour la protection contre les roquettes du type RPG-2 et les tirs tendus de canons sans recul, des champs de tir étaient dégagés pour les mitrailleuses et les bases assuraient leur protection active par des patrouilles de leur périmètre périphérique.

### Fire support basesau combat

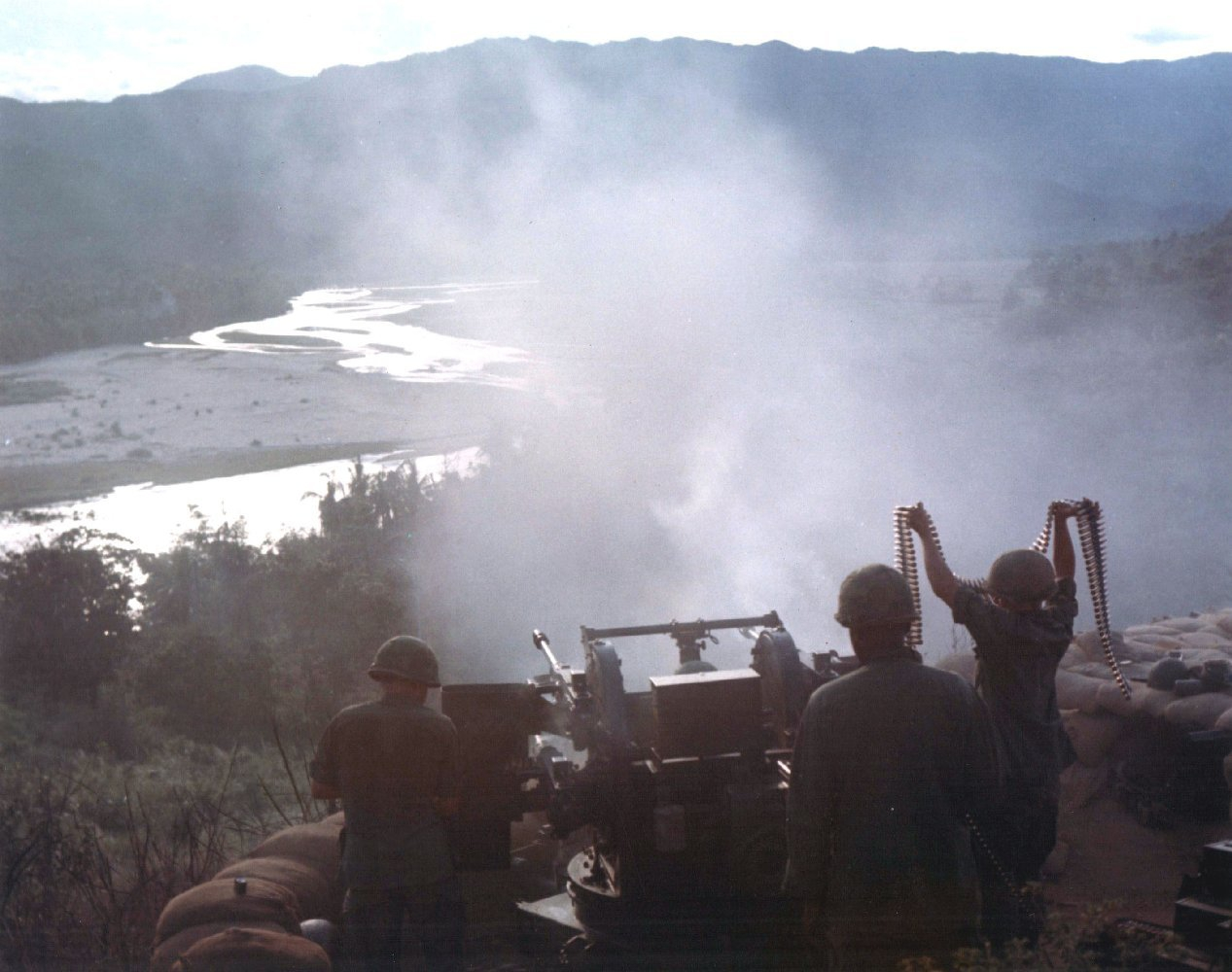

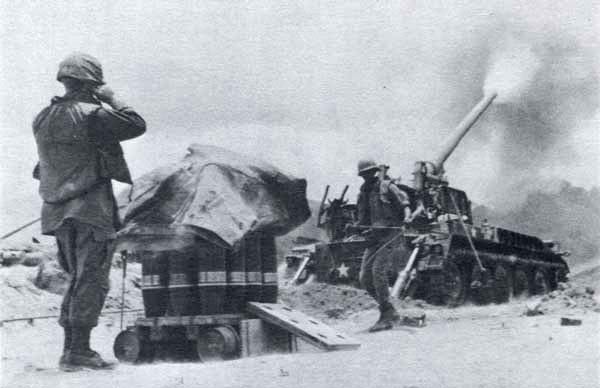
Canon automoteur M107 de 175 mm en action sur la fire base Bastogne.

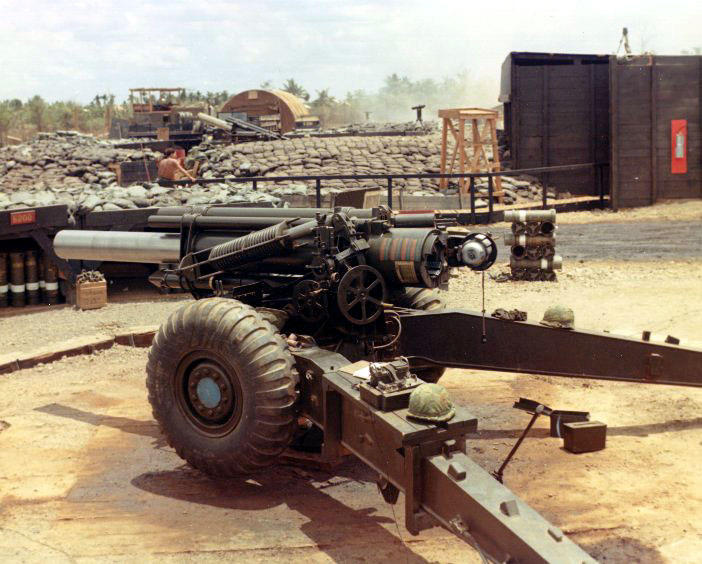
Obusier M1, 155 mm de la C Battery, Battalion, 42nd Artillery Group, 11 Field Force sur la FSB Thu Thua au Viêt Nam.

Bien qu'organisée autour d'une unité d'artillerie, le rôle opérationnel d'une firebase ne se limitait pas exclusivement à l'appui-feu. Lors des opérations de type « search and destroy », les bases servaient tout à la fois de zones de posé pour les héliportages de troupes, de postes de commandement et de communication, de bases de départ ou d'étapes ainsi que de relais logistiques.
De la zone démilitarisée marquant la frontière entre les deux Viêt Nam jusqu'au delta du Mékong, où des FSB furent installées sur des plates-formes et des pontons, un nombre impressionnant de ces complexes fut mis en place, la fin des années soixante voyant même l'implantation de bases provisoires au Laos et au Cambodge lors des opérations menées contre la piste Ho Chi Minh.
En dépit du fait que leurs moyens de défense  - propres et extérieurs - leur assuraient, notamment en termes de puissance et de volume de feu, une quasi-invulnérabilité face aux méthodes de guérilla du Vietcong et des troupes nord-vietnamiennes, les bases d'appui-feu firent tout au long du conflit l'objet d'attaques massives de leur part, celles-ci visant à renverser l'atout de l'initiative en contraignant les Américains et leurs alliés à la défensive - des tirs ponctuels de harcèlement de mortiers et de roquettes contribuant également à maintenir un état d'insécurité.
Les fire bases australiennes dans la guerre du Viêt Nam.
En mai 1968, sur la foi de renseignements faisant état d'une offensive nord-vietnamienne en préparation, la  1st Australian Task Force du contingent australien fit mouvement vers la province de Phuoc Tuy, au nord-est de Saigon, afin d'établir des fire bases le long des routes d'infiltrations de l'adversaire menant vers la capitale dans le but d'entraver ses manœuvres, les pièces de 105 mm de la  161 Field Battery du Régiment royal d'artillerie néo-zélandais (Royal Regiment of New Zealand Artillery) assurant l'appui-feu.
Les 1er et 3e bataillons du Royal Australian Regiment d'infanterie firent mouvement vers la zone d'opération et le 12 mai commencèrent la construction de la fire support base Coral. Sa mise en place ayant été retardée, elle fut attaquée dès le lendemain à 1 h 45. La base fut submergée et une pièce tomba d'emblée aux mains des Nord-Vietnamiens. Avec l'appui d'avions et d'hélicoptères américains, l'assaillant fut toutefois repoussé après d'intenses combats vers 8 h 00. Des renforts blindés de la cavalerie australienne ainsi que les canons automoteurs de la A Battery, 2 Battalion, 35 Artillery Regiment (US) furent acheminés par la route mais le 16, la base fit l'objet d'un nouvel assaut massif qui fut une nouvelle fois repoussé avec de très lourdes pertes dans les rangs nord-vietnamiens.
Le 3/RAR fut alors déployé sur un autre site - Balmoral - à 6 km au nord de Coral, appuyé par des chars Centurion du régiment blindé australien. Le 26, la nouvelle base fut à son tour attaquée après une violente préparation de tirs de mortiers et d'artillerie mais l'assaut fut une nouvelle fois repoussé. Le lendemain, les Australiens à Coral détruisirent un certain nombre de bunkers ennemis repérés juste à l'extérieur de la base, avec l'appui des chars, sans encourir aucune perte. Une deuxième attaque nord-vietnamienne, de la force d'un régiment, fut lancée contre Balmoral à 2 h 30, le 28 mai, mais fut neutralisée après seulement 30 minutes. 
Les Australiens menèrent encore diverses opérations dans la zone dans les jours suivants, leur intensité allant en diminuant, avant de quitter celle-ci le 6 juin. La bataille autour de  Coral et Bamoral avait duré 26 jours, les Australiens contribuant à briser l'assaut pressenti contre Saigon et infligeant probablement plusieurs centaines de tués et blessés au Nord-vietnamiens au prix de 25 tués et d'une centaine de blessés dans leurs rangs. 
- (en) Cette section est issue d'une traduction de l’article de Wikipédia en anglais intitulé « Battle of Coral-Balmoral » (voir la liste des auteurs).

La bataille pour la Fire Support Base Ripcord.
La bataille pour la fire base Ripcord, qui se déroula du 1er au 23 juillet 1970, fut le dernier affrontement majeur entre les troupes américaines déployées au Viêt Nam et les Nord-vietnamiens avant le retrait des États-Unis du conflit. Elle opposa la 101st Airborne Division, appuyée par plusieurs bataillons et batteries d'artillerie, à deux divisions nord-vietnamiennes elles aussi soutenues par d'importants moyens de feu.
En mars 1970, une importante opération « recherche et destruction » avait été planifiée contre les moyens logistiques nord-vietnamiens dans la vallée de A Shau, en marge d'une incursion militaire au Cambodge. Dans le cadre de cette opération, la division américaine, habituée à intervenir dans ce secteur, ré-occupa la Fire Base Ripcord abandonnée qu'elle remit en état à partir du 12 mars. Jusqu'au 30 juin, les Nord-vietnamiens harcelèrent sporadiquement la base mais le matin du 1er juillet, ils lancèrent un tir massif de mortier depuis les collines environnantes avant d'en entreprendre véritablement le siège.
Pendant les 23 jours que durèrent le siège et la bataille, les Américains, combattant à un contre dix, perdirent quelque 250 hommes en infligeant d'importantes pertes à huit bataillons nord-vietnamiens avant une évacuation aérienne sous le feu des mortiers, canons et pièces de DCA ennemies. Après l'évacuation, la zone fut massivement bombardée par les B-52. Le Major-Général (ret) Ben Harrison, commandant à l'époque la 3e brigade de la division, estima par la suite que les pertes causées à l'ennemi permirent de retarder d'un an l'offensive nord-vietnamienne contre le sud (qui eût lieu au printemps 1972 ).
- (en) Cette section est issue d'une traduction de l’article de Wikipédia en anglais intitulé « Battle of Fire Support Base Ripcord » (voir la liste des auteurs).

Lam Son 719.

### Matériel déployé sur lesFSBau Viêt Nam.
- Artillerie
  - Howitzer 105 mm M2A1 - Obusier M1, 155 mm - M108/M109 - M110 (automoteur)
- Blindés
  - M48 Patton - M41 Walker Bulldog (pour l'armée sud-vietnamienne).

## FSBen Afghanistan

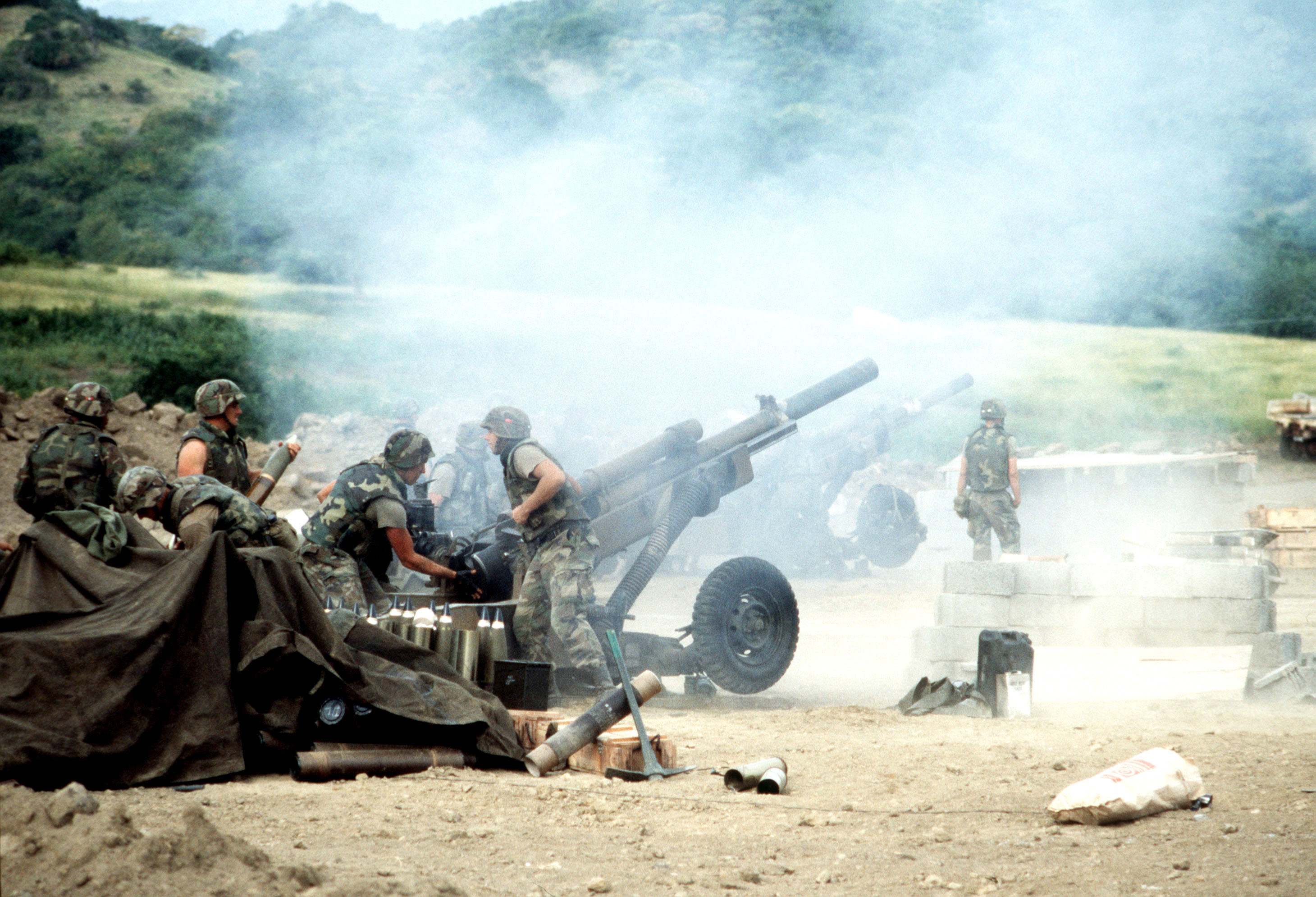
Une FSB improvisée pendant l'opération Urgent Fury sur l'île de la Grenade en 1983. La pièce est un obusier M102.

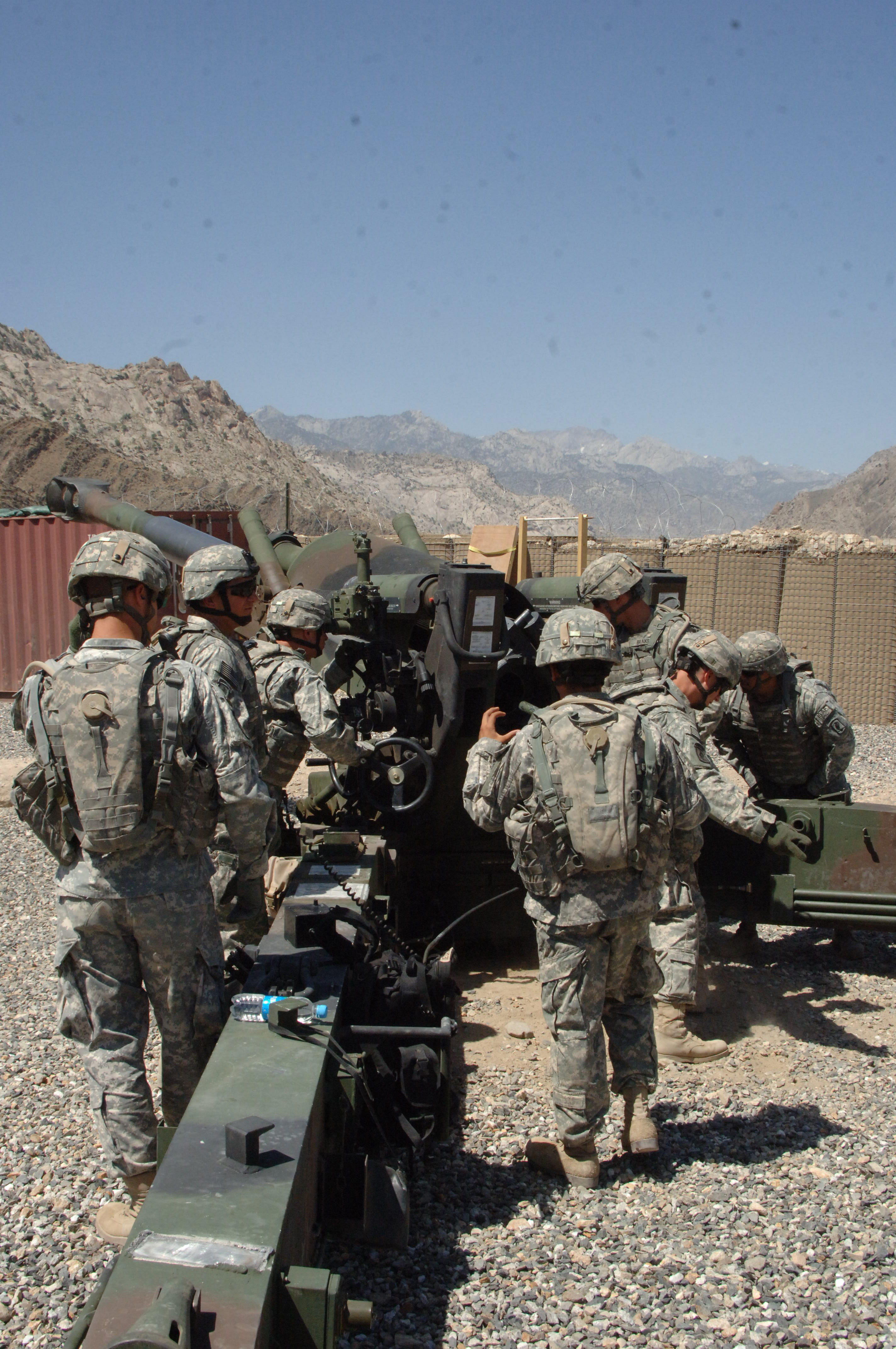
Un obusier de 155 mm sur une FSB en Afghanistan.

Des Fire Support Bases ont également été établies en Afghanistan au cours des opérations militaires menées depuis 2001. Ces bases fournissent un appui-feu aux forces de la Coalition lors de leurs opérations de traque d'Al-Qaïda et des Talibans le long de la frontière du Pakistan,.

## FSBen Irak
Le corps des Marines a, depuis 2015, une petite base d'appui avec 4 M777 howitzer et 200 personnes dans le nord de l'Irak .